# Liliput
Ne doit pas être confondu avec Lilliput.
Lilipute, stylisé LiLiPUT, est un groupe de post-punk suisse. Le groupe jouait un punk rock particulier, à la fois avant-gardiste et joyeux, et fait partie des trois groupes de musique féminins emblématiques des débuts du punk rock, aux côtés de  The Slits et The Raincoats.

## Biographie
Le groupe est initialement formé en 1978 sous le nom de Kleenex, et comprend à cette période Regula Sing (chant), Marlène Marder (Marlène Marti, guitare), Klaudia Schiff (Klaudia Schifferle, basse, chant), et Lislot Ha (Lieselotte Hafner, batterie). Après la sortie d'un EP en Suisse, le groupe signe au label Rough Trade Records, et publie son premier single Ain't You en novembre 1978. Au début de 1979, Sing se joint aux Mo-dettes, et est remplacé par Chrigle Freund qui sera plus tard remplacé par Astrid Spirit (Astrid Spirig). Un second single, You, est publié, jusqu'à ce que l'entreprise Kimberly-Clark Corporation attaque le groupe en justice et que celui-ci opte pour le nouveau nom de Liliput.
En 1980 sort leur double single Eisiger Wind / When the Cat's Away then the Mice Will Play, qui atteindra la 17e des classements britanniques. En 1982, le groupe sort, sous son nouveau nom, son premier album studio chez Rough Trade Records. Un second album, Some Songs, est publié en décembre 1983, année durant laquelle le groupe se sépare. En 1993, le label suisse Off Course Records publie un double-album de 46 pistes retraçant les cinq années d'enregistrement de la formation,. En 2001, il est réédité aux États-Unis par le label Kill Rock Stars, puis comme quadruple album par Mississippi Records.
Marlène Marder est décédée le 17 mai 2016 à l'âge de 61 ans.

## Membres
- Gogi (1978)
- Lislot Ha (1978-1980)
- Regula Sing (1978-1979)
- Marlène Marder (1978-1983 ; décédée en 2016)
- Klaudia Schiff (1978-1983)
- M. Chrigle Freund (1978-1981)
- Angie Barrack (1978-1979)
- Astrid Spirit (1981-1983)
- Beat Schlatter (1981-1983)
- Christoph Herzog (1981-1983)

## Discographie

### Albums studio
- 1982 : LiLiPUT
- 1983 : Some Songs
- 1993 : Kleenex/LiLiPUT

### EP et singles
- 1978 : Kleenex EP (sous Kleenex)
- 1978 : Hedi's Head/Ain't You (sous Kleenex)
- 1978 : You (Friendly Side)/Ü (Angry Side) (sous Kleenex)
- 1980 : Eisiger Wind / When the Cat's Away then the Mice Will Play
- 1980 : Die Matrosen/Split
- 1983 : The Jatz/You Did It